# Volker Liepelt
Volker Liepelt (* 5. August 1948 in Itzehoe) ist ein deutscher Politiker (CDU). Er war von 2000 bis 2001 Staatssekretär bei der Berliner Senatsverwaltung für Wirtschaft und Technologie und davor langjähriges Mitglied des Abgeordnetenhauses von Berlin.

## Leben und Beruf
Nach dem Schulbesuch (bis 1966) absolvierte Liepelt ein kaufmännisches Volontariat, das er 1969 mit der Kaufmannsgehilfenprüfung abschloss. Anschließend nahm er in Berlin ein Studium der Betriebswirtschaftslehre auf. 1974 erwarb er das HWL-Diplom, 1975 wurde er staatlich geprüfter Betriebswirt. Von 1975 bis 1981 war er als kaufmännischer Angestellter und später als selbständiger Betriebswirt tätig. Anschließend wurde er geschäftsführender Gesellschafter einer Marketing- und Werbeagentur (bis 1998). Seit 2003 arbeitet Liepelt als selbständiger Wirtschaftsberater.
Volker Liepelt ist verwitwet.

## Politik
Liepelt trat 1972 der CDU bei und war von 1975 bis 1981 Mitglied der Bezirksverordnetenversammlung von Berlin-Tiergarten. 1981 wurde er Mitglied des Abgeordnetenhauses von Berlin, dem er bis 1989 und erneut von 1991 bis 2000 angehörte, ab 1991 als Erster Parlamentarischer Geschäftsführer der CDU-Fraktion.
1998 wurde er zum Generalsekretär der Berliner CDU gewählt. Liepelt wurde 2000 unter Wolfgang Branoner als Staatssekretär in die Senatsverwaltung für Wirtschaft und Technologie berufen. Er war dort für die Abteilungen Wirtschafts- und Innovationspolitik sowie Wirtschaftsordnung verantwortlich.

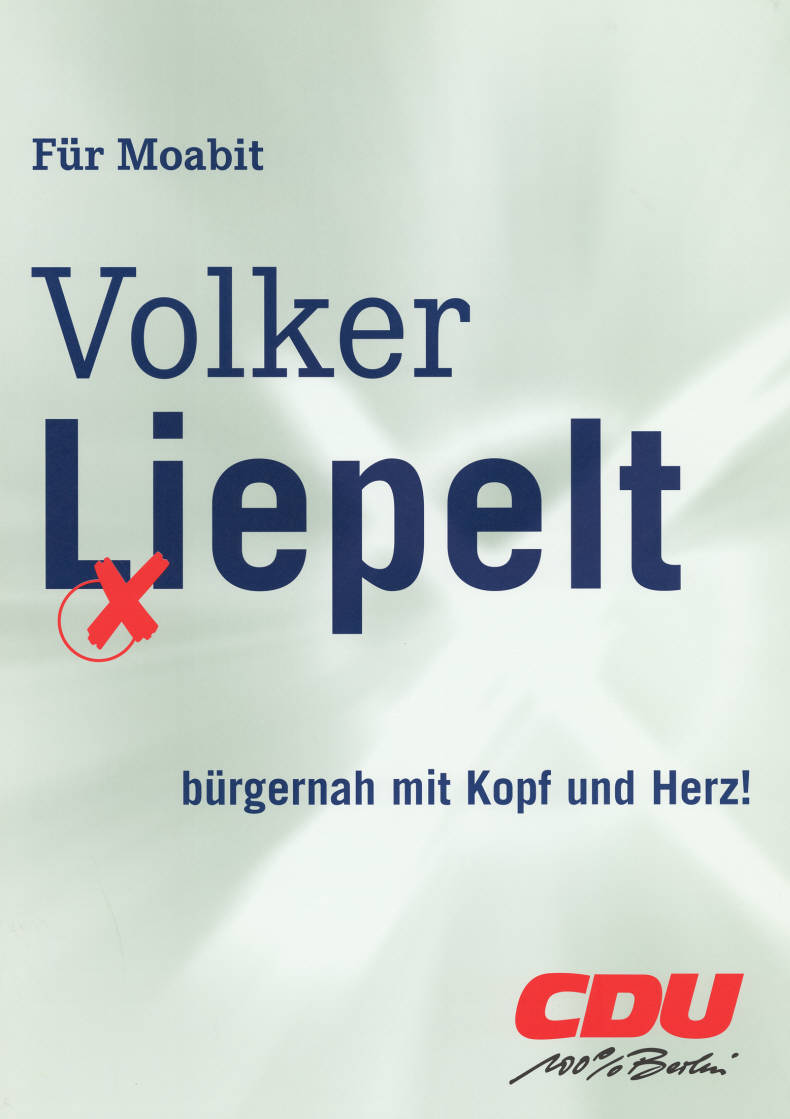
Wahlplakat für die Wahl zum Abgeordnetenhaus von Berlin 2001

Nach der Abwahl Eberhard Diepgens durch ein konstruktives Misstrauensvotum und der Bildung des ersten Senats unter Klaus Wowereit wurde Liepelt 2001 aus dem Amt entlassen.
2002 und 2005 kandidierte Liepelt als Direktkandidat im Wahlkreis Berlin-Mitte für den Deutschen Bundestag, konnte sich jedoch nicht gegen den SPD-Kandidaten Jörg-Otto Spiller durchsetzen.
Aktuell ist er Beisitzer im Berliner CDU-Kreisverband Mitte und war zudem bis Februar 2022 Vorsitzender des von ihm mitbegründeten Freundeskreises Europa Berlin e. V.

## Ehrungen
- Verdienstorden der Bundesrepublik Deutschland am Bande (2018)[5]